# ماري ميلانيو
ماري ميلانيو (قبل الزواج ماري ساوثورث،1651-1696) هي شاعرة تنتمي لجمعية الأصدقاء الدينية، الكويكرز (الصاحبيون)، وتختلف عن العديد من الشعراء الصاحبيين المعاصرين لها أنها تلقت تعليمًا مبكرًا في اللاتينية، الإغريقية، العلوم وفي علم الحساب.وربما كانت ابنة لوالدين كاثوليكيين ومن ثم اعتنقوا مذهب الصاحبيين. وقد التقت زوجها هنري ميلانيو (توفي عام 1719)، والذي كتب منشورات الكويكرز، بينما كانا سجينين في قلعة لانكاستر لحضورهما لقاءات الكويكرز.
سُجن زوجها مرة أخرى عام 1690، لرفضه دفع عُشر دخله لكنسية بريطانيا، وقد قدمت ماري عريضة لإطلاق سراحه.

## أعمالها
كتاب ثمار التقاعد (1702)، نُشر بعد وفاتها، وهو مجموعة من المخطوطات الشعرية الخاصة بميلانيو وقد جمعها قريبها فرانسز أوين، وطبعتها الناشرة كوايكر تيس سول. وقد صدر من الكتاب 6 طبعات في القرن الثامن عشر. تمزج القصائد بين المعرفة والنشاطية وتُطور من بنية النص الأدبي حول مواضيع النفي والانسحاب والتقاعد فكان أشبه بأسلوب كاثرين فيليبس وآن فينش (فيما بعد) أكثر ما يكون أشبه بخطاب الكويكرز. وقد استلهم قريبها أوين فكرة جمع تلك القصائد في سبيل خدمة مذهب الكويكرز، كما قال.
وكانت معظم القصائد مستوحاة من الإنجيل وقد كشفت عن القليل من تعليم ماري الكلاسيكي، فقصيدتها الأولى «هبوط آدم» تعود لتاريخ (1663). وعلى سبيل المثال قصيدة «تأملات» (عام 1668) تتوسع في ذكر آيات من سفر مراثي إرميا لترسم مقارنة بينها وبين الأوضاع المريعة لمذهب المعارضين (للكنيسة الإنجليكانية) في ذلك الوقت.

## قائمة المراجع
- شارون أشينيشتاين، «الأدب والمعارضة في إنجلترا زمن جون ميلتون» (كامبريج، مطبعة جامعة كامبريج 2003).[3]
- «عاطفة الروح : الجنسانية النسوية والرغبة الدينية في تاريخ إنجلترا الحديث المبكر » صحيفة تاريخ اللغة الأنجليزية في جامعة جونز هوبكنز (2003) ص (413-438).
- إيما دونوغيو، «قصائد بين النساء : أربعة قرون من الحب، الرومانسية، الصداقة والرغبة» (نيويورك: مطبعة جامعة كولومبيا،1997).
- مارغريت إيزيل جي.إم، «التأليف المجتمعي وظهور الطباعة» (بالتيمور ولندن: مطبعة جامعة جونز هوبكينز 1999).
- «كتابة التاريخ الأدبي للمرأة» (بالتيمور ولندن: مطبعة جامعة جونز هوبكينز،1993).
- ماري آن سكوفيلد،«حديث المرأة مبرر : صوت المرأة الصاحبية 1662-1797، دراسات تولسا في أدب المرأة» 6.1 (ربيع 1987) ص 61-77.
- جين ستيفنسون، بيتر ديفدسون، «شاعرات من أوائل الحداثة (1520-1700)» (وهي مختارات)،(أوكسفورد: مطبعة جامعة أوكسفورد).

- جين ستيفنسون، الشاعرات اللاتينيات: اللغة الجنسانية والسلطة من العصور القديمة حتى القرن الثامن عشر (أوكسفورد: مطبعة جامعة أوكسفورد، 2005).

## روابط خارجية
- أعمال ماري ميلانيو في ليبري فوكس